# Siphlonurus
Genre
Synonymes
- Siphlurella Bengtsson, 1909

Siphlonurus est un genre d'insectes de la famille des Siphlonuridae (ordre des Éphéméroptères).

## Espèces rencontrées en Europe
- Siphlonurus alternatus (Say, 1824)
- Siphlonurus flavidus (Pictet, 1865)
- Siphlonurus lacustris (Eaton, 1870) - seule espèce à y être réellement commune

## Liste d'espèces
Selon ITIS (31 décembre 2020) :
- Siphlonurus alternatus (Say, 1824)
- Siphlonurus autumnalis McDunnough, 1931
- Siphlonurus barbaroides McDunnough, 1929
- Siphlonurus barbarus McDunnough, 1924
- Siphlonurus columbianus McDunnough, 1925
- Siphlonurus decorus Traver, 1932
- Siphlonurus demaryi Kondratieff & Voshell, 1981
- Siphlonurus flavidus (Pictet, 1865)
- Siphlonurus luridipennis (Burmeister, 1839)
- Siphlonurus marginatus Traver, 1932
- Siphlonurus marshalli Traver, 1934
- Siphlonurus minnoi Provonsha & McCafferty, 1982
- Siphlonurus mirus (Eaton, 1885)
- Siphlonurus noveboracana (Lichtenstein, 1796)
- Siphlonurus occidentalis (Eaton, 1885)
- Siphlonurus phyllis McDunnough, 1923
- Siphlonurus quebecensis (Provancher, 1878)
- Siphlonurus rapidus McDunnough, 1924
- Siphlonurus securifer McDunnough, 1926
- Siphlonurus spectabilis Traver, 1934
- Siphlonurus typicus (Eaton, 1885)